# Штамм «Андромеда» (мини-сериал)
«Штамм „Андроме́да“» (англ. The Andromeda Strain) — американский научно-фантастический телевизионный мини-сериал Майкла Саломона. Одна из экранизаций одноимённого романа Майкла Крайтона. Исполнительными продюсерами выступили братья Ридли Скотт и Тони Скотт.
Был снят на, ещё экспериментальную в ту пору, цифровую камеру ARRI D20 (первая цифровая камера от компании ARRI).

## Сюжет
Американский спутник падает неподалёку от городка в штате Юта, выпуская на свободу смертельный вирус, который убивает всех горожан за исключением двоих — ребёнка и старика. Пока военные пытаются изолировать зону бедствия, команда лучших учёных в подземной лаборатории пытается раскрыть загадку смертельного и предположительно инопланетного вируса, которому присвоено кодовое имя «Андромеда». На то, чтобы спасти мир, у них осталось всего несколько дней. Отсчёт начался…

## В ролях
| Актёр           | Роль                        |
| --------------- | --------------------------- |
| Бенджамин Брэтт | доктор Джереми Стоун        |
| Эрик Маккормак  | Джек Нэш                    |
| Криста Миллер   | доктор Анжела Нойс          |
| Дэниел Дэ Ким   | доктор Чжоу Цзи             |
| Виола Дэвис     | доктор Шарлин Бартон        |
| Джастин Луис    | полковник Джеймс Ц. Феррус  |
| Барри Флэтмэн   | Чарльз «Чак» Битер          |
| Тед Уиттэлл     | президент Уильям Джей Скотт |
| Тед Атертон     | Эдвард «Эд» Девитт          |
| Том МакБет      | Кайл Тоблер                 |

## Отличия от романа
- Время действия перенесено из 1967 года в начало XXI века.
- В сериале команда ученых вместо пятерых мужчин включает в себя троих мужчин и двух женщин, одна из которых афроамериканка, добавлена романтическая линия.
- В сериале распространение патогена пошло гораздо дальше оригинала из-за самостоятельно активировавшейся и взорвавшейся ядерной бомбы.
- Средством для борьбы с патогеном в сериале становятся экстремофильные бактерии, живущие у горячих подводных источников. В романе Андромеда стала безопасной из-за самостоятельных мутаций.
- Сериал подразумевает, что Андромеда прислана землянами из будущего, в романе происхождение её неизвестно. Также в сериале некое теневое правительство мешает связи «Лесного Пожара» с миром, уничтожает свидетелей и в итоге прячет штамм Андромеда в хранилище на борту МКС.